# UTC+1:20
UTC+1:20 — позначення для відмінних від UTC часових зон на + 1 годину 20 хвилин. Іноді також вживається «часовий пояс UTC+1:20». Такий час існував у минулому в Нідерландах як літній час. Введено вперше 1916 року, останнє використання — 1939 рік. Проте з 1916 до 1937 року точний літній час у Нідерландах становив UTC+1:19:32, а 1 липня 1937 годинники було переведено на 28 секунд вперед для більшої відповідності системі часових поясів. Навесні 1940 року разом з уведенням літнього часу був змінений і стандартний час у Нідерландах, на середньоєвропейський (у зв'язку з німецькою окупацією). Більше такий час ніде не використовувався.

## Використання
Зараз не використовується

## Історія використання
Час UTC+1:20 використовувався:

### Як стандартний час
Ніде не використовувався

### Як літній час
- Нідерланди (1916—1939)